# Из личной жизни братьев Пилотов
«Из личной жизни братьев Пилотов» — российский мультипликационный сериал по мотивам советского мультфильма «Следствие ведут Колобки», в некотором смысле даже являющийся его продолжением. Всего было снято 6 короткометражек на студии «Пилот» с 1995 по 1996 год режиссёром Александром Татарским.

## Описание и персонажи
Главными героями данной серии мультфильмов являются братья Колобки — Шеф и Коллега, переименованные в «братьев Пилотов» и придуманные Эдуардом Успенским, Александром Татарским и Игорем Ковалёвым. Изначально они задумывались как пародия на Шерлока Холмса и Доктора Ватсона (когда начинали снимать «Следствие ведут Колобки») и им подобных сыщиков, но с выходом вышеупомянутого сериала Шеф и Коллега стали просто комичными персонажами и символами студии «Пилот». Из мультфильма в мультфильм эта пара, способная рассмешить любого зрителя, попадает в различные приключения.
Эпизодически появляются в этих короткометражках иностранец Карбофос — главный антагонист Колобков, и его боязливый слуга, а также «домашние питомцы» Шефа и Коллеги — Полосатый Слон и Кот.
Позднее, в 1997—1999 годах Колобки были ведущими шоу «Чердачок Фруттис» на телеканале ОРТ, а затем «Академия собственных Ашибок» на М1 в 1999—2000 годах.

## Серии

### Братья Пилоты снимают клип для MTV (1995)
В большом театральном зале Колобки, Карбофос и полосатый слон снимают клип на песню группы U-Free - Black Merce. 

### Братья Пилоты иногда ловят рыбу (1996)
Пилоты решили провести время на рыбалке в окрестностях Бердичева. Шеф замечает, что ловля рыбы на озере интереснее, чем ловля в аквариуме. Коллега с этим не согласен. Тут приезжает Карбофос и решает показать двум детективам, что он лучше рыбачит, чем они, демонстрируя свой длинный спиннинг. Браконьер, натянув свои сапоги и, едва оказавшись в озере, тонет. Братья Пилоты, их кот и вышедший слон из озера, которое в результате превратилось в лужу, уходят. Карбофоса кусают рыбы. Шеф предлагает Коллеге отправиться на охоту.

### Братья Пилоты вдруг решили поохотиться(1996)
Шеф и Коллега выбираются на охоту, решают одновременно и поохотиться, и позавтракать, придумав для этого оригинальный способ. 

### Братья Пилоты показывают друг другу новогодние фокусы (1996)
Действие происходит в пансионате Общества озеленения Красного креста. Шеф развлекает Коллегу фокусами, доставая кроликов из цилиндра. Коллега тоже решает развлечь своего брата и достаёт цилиндры из кролика. Увидев это, Шеф говорит, что Коллега превзошёл самого его. В дверь раздаётся стук, настолько сильный, что начинает сыпаться штукатурка. Это был Карбофос, который пришёл требовать вернуть слона. Пилоты быстро наводят порядок: Шеф собирает кроликов в цилиндр, в частности кролика Коллеги, предварительно затолкав в него маленькие цилиндры. Карбофос-таки выбивает дверь, и Шеф объясняет, что слон находится в шляпе. Браконьер берёт этот цилиндр, но кролик тащит его с собой. После этого Пилоты наряжаются в Деда Мороза и Снегурочку и отправляются в гости к слону. 

### Братья Пилоты готовят на завтрак макарончики(1996)
Пилоты решают оригинальным способом приготовить себе завтрак. 

### Братья Пилоты по вечерам пьют чай (1996)
Юго-западная Сахара. Отель "Север", где скрывается Карбофос. Он нетерпеливо ждёт телефонного звонка, приходит в бешенство от условий отеля (мухи, неработающий вентилятор) и сходит с ума от жары, вследствие чего он освежается в холодильнике, откуда из-за потных испарений выбегает ошалевший пингвин. 
Бердичев, то же время. Братья Пилоты, кот и слон собрались пить чай. Коллега разливает всем по чашке кипятка, которого не хватило для порции слона, на что ему намекает Шеф. Карбофос дожидается заветного звонка. Это был диспетчер, которому браконьер заказывал линию на Бердичев. Тут же раздаётся звонок в доме Пилотов. Коллега снимает трубку и, догадавшись, кто звонит, передаёт её Шефу. Карбофос в длинной тираде требует детективов вернуть слона, не стесняясь угроз, хамства и оскорблений. Шеф с равнодушием выслушивает этот монолог, как вдруг замечает, что трубка от гневной речи сильно раскаляется. Он просит Коллегу принести чайник с водой и использует трубку как кипятильник. Вода закипает через несколько секунд, а Карбофос закончил свою речь. Шеф просит позвонить его завтра в это же время, когда они будут пить чай, и с удовольствием обсудить слона ещё раз. После этого четверо приступают к чаепитию, а озлобленный Карбофос ожидает следующего дня. 